# Johann Samuel Barbenius
Johann Samuel Barbenius magyaros névalakban Barbenius János Sámuel (Brassó, 1743. március 25. – Prázsmár, 1798. január 22.) evangélikus lelkész.

## Élete
A gimnáziumot szülőföldjén végezte s 1766-ban a jénai egyetemre ment. Hazaérkezvén a brassói gimnáziumban tanított; 1769–1774-ig a főgimnázium lektora volt; lelkész lett 1775-ben Sárkányban, 1790-ben Botfaluban, 1794-ben Prázsmáron.

## Munkái
Dr. Luthers kleiner Katechismus. Kleiner Katechismus zum Unterrichte der Dorf-Jugend. Wien, 1792.
Mint sárkányi lelkész az 1789. okt. 16. rendeletet követve, a fogarasi kerület királyi biztosához, Michael Bruckenthalhoz jelentést adott be az erdélyi népbabonákról, mely később megjelent a Blätter für Gemüth und Vaterlandsliebe című folyóiratban (1857. 24–28. és 32. sz.)